# معركة الخليج الكبير
معركة الخليج الكبير (بالإنجليزية: Battle of Grand Gulf)‏ معركة وقعت في يوم 29 أبريل 1863، أثناء الحرب الأهلية الأمريكية. خلال حملة فيكسبورج، حيث ان قوات الاتحاد . قامت بقصف ومن ثم الهجوم على تحصينات وبطاريات الكونفدرالية في الخليج الكبير (جراند جولف ) ، أسفل فيكسبرغ ، ميسيسيبي . و على الرغم من أن الكونفدراليين صمدوا أمام قصف الاتحاد ومنعوا مشاة قوات الاتحاد من الوصول إلي حصونهم، إلا أن هزيمة الاتحاد هذه كانت مجرد انتكاسة بسيطة لخطة الاتحاد لعبور نهر المسيسيبي والتقدم ضد فيكسبورج لاحقا.

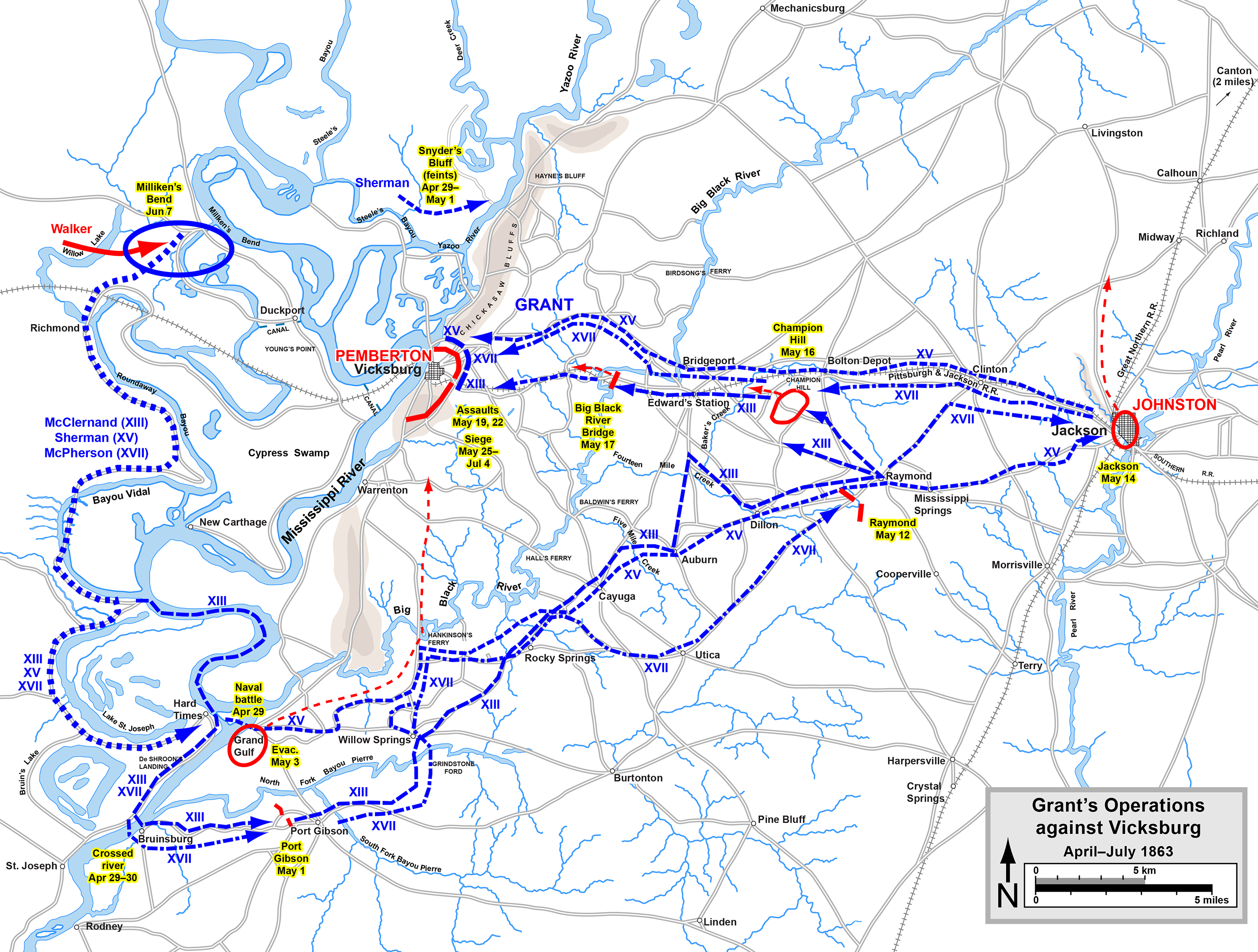
عمليات المنحة ضد فيكسبورج.